# 纏鬥

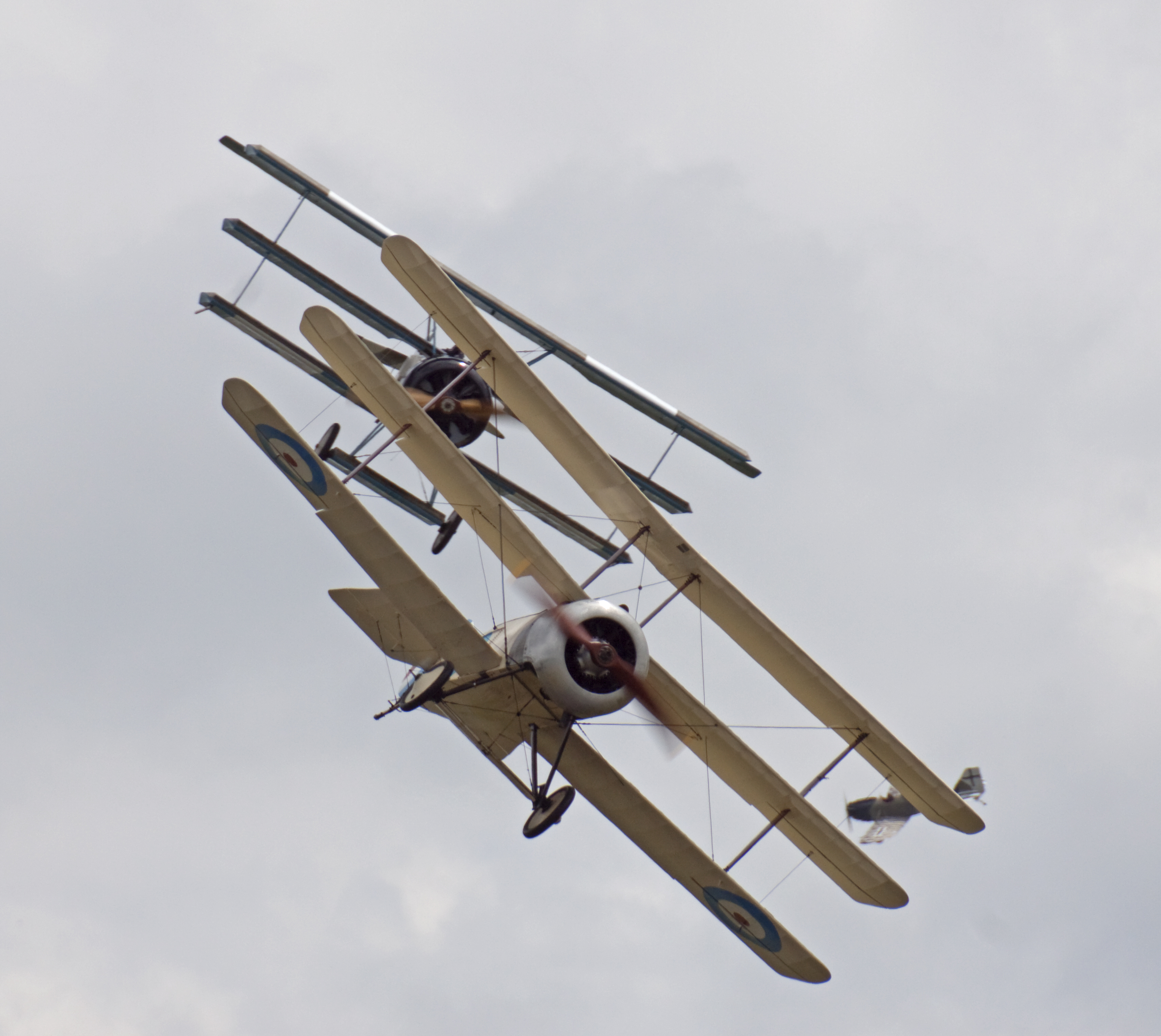
兩架第一次世界大戰的三翼戰鬥機正在表演纏鬥

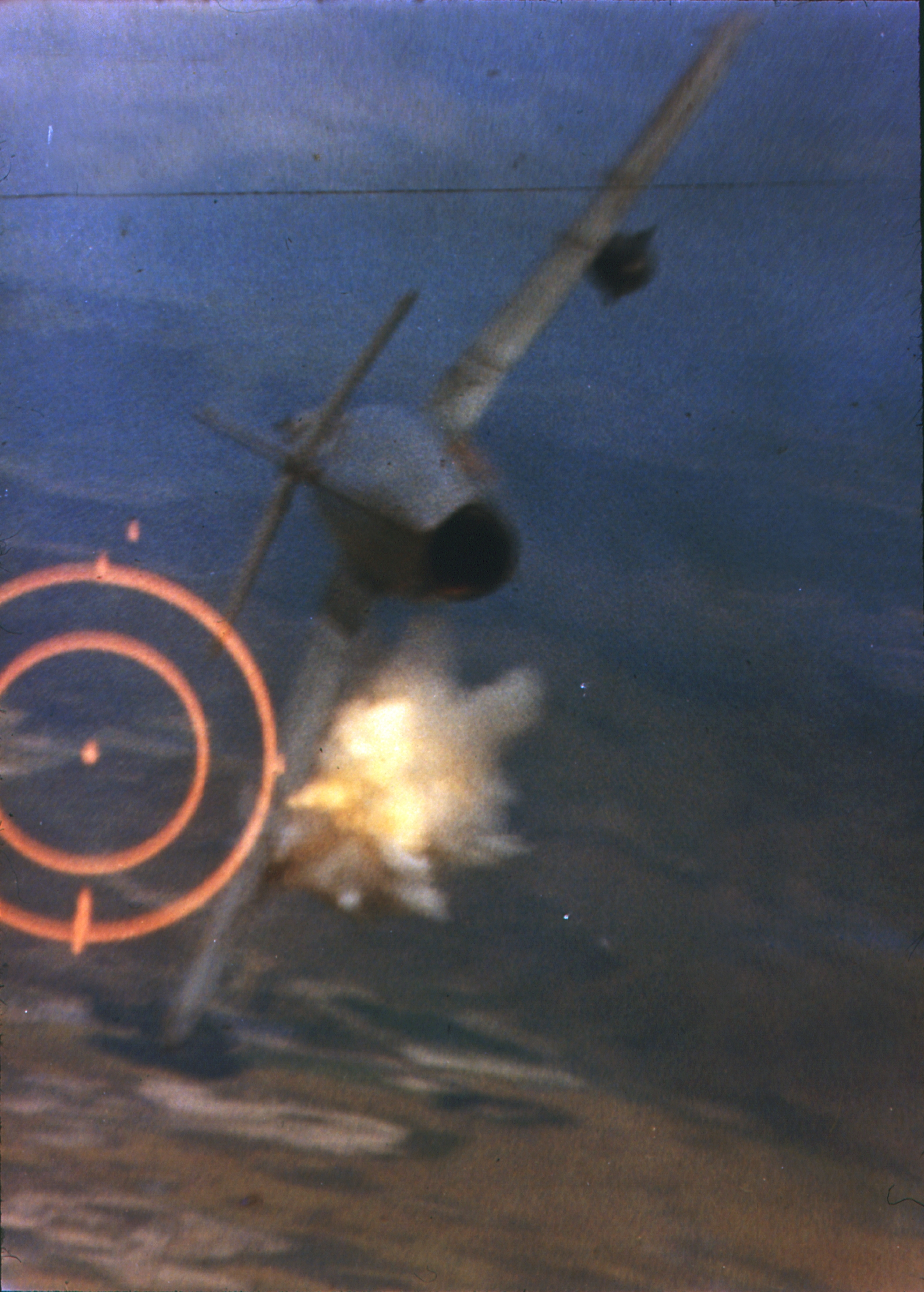
1967越戰一架F-105和米格-17的纏鬥視角照

纏鬥又名格斗、狗斗（英语：Dogfight），指两架或多架軍用航空器（通常为戰鬥機）之间的近距離空战。两架战机都在尝试进入对方的后方位置，看起來就像兩隻狗在互相追逐對方的尾巴，因此得名“狗斗”。
纏鬥和其戰術、訓練始自第一次世界大戰，在第二次世界大戰时發展至巔峰。雖然在飛彈时代，战机常常借助雷達进行超视距攻擊，但是纏鬥仍然是重要的訓練科目，而且它定义的作戰距離也比以前更长。